# 현비 안씨
현비 안씨(賢妃 安氏, 생몰년 미상)는 우왕의 제9비로, 안숙로의 딸이며, 공민왕비 정비 안씨의 조카로, 본관은 죽산이다.
우왕이 폐출된 후에 그의 왕비들 중 대다수가 폐출되었으나, 현비 안씨는 그녀의 고모 정비의 도움으로 폐출되지 않았으며, 또한 조선 왕조 개창 이후에도 살아남는다.